# Patumahoe
Patumahoe est une petite ville du secteur de Auckland, située dans l’ Île du Nord de la Nouvelle-Zélande.

## Situation
Elle est localisée dans le Ward de Franklin (en) au niveau du Conseil d’Auckland.

## Toponymie
Le nom signifie ‘frapper ou tuer' avec un patu fait en bois à partir d’un arbre de type melicytus ou māhoe (en).

## Démographie
La population de la ville était de 1 270 habitants selon le recensement de 2018 en Nouvelle-Zélande.
La zone statistique de Patumahoe, qui couvre 34 kilomètres carrés est plus large que la ville elle-même et la population était de 2 334 habitants lors du recensement de 2018 en Nouvelle-Zélande, en augmentation de 615 résidents (soit 35,8 %) depuis le recensement de 2013, et en augmentation de 756 résidents (soit 47,9  %) depuis le recensement de 2006.
Il y avait 765 foyers. 
On notait la présence de 1 170 hommes pour 1 164 femmes, donnant ainsi un sex-ratio de 1,01 homme pour une femme.
L’âge médian était de 39,3 ans avec 519 personnes(soit 22,2 %) âgées de moins de 15 ans, 381 personnes (soit 16,3 %) âgées de 15 à 29 ans, 1 146 personnes (soit 49,1 %) âgées de 30 à 64 ans, et 288 personnes (soit 12,3 % ) âgées de 65 ans ou plus.
Au point de vue ethnique, 91.0 % étaient européens/Pākehā, 10.5 % étaient Māori, 3.2% personnes d’origine du Pacifique, 4,9 % originaires d’Asie, et 2,7 % d’une autre ethnicité  (la somme  est de plus de  100 %  dans la mesure où chaque personne peut s’identifier avec multiples ethnies en fonction de ses ascendants).
La proportion de personnes nées outre-mer était de 18,6 %, comparée avec les 27,1 % au niveau national.
Bien que certaines personnes refusent à donner leur religion, 56,3 % disent n’avoir aucune religion, 33,7 % étaient chrétiens, 0,9 % étaient hindouistes, 0,6 % étaient musulmans, 0,5 % étaient bouddhistes et 1,8 % avaient une autre religion.
Parmi  ceux qui avaient plus de 15 ans, 351 personnes ( soit 19,3 %) avaient une licence ou avaient un degré supérieur et 279 personnes (soit 15,4 %) n’avaient aucune qualification formelle. 
Les revenus médians étaient de 46,300 $. 
Le statut dans l’emploi de ceux de plus de 15 ans était pour 1 083 personnes (59.7%) : employées à plein temps, 273 personnes (15,0 %)   employées à temps partiel, et 42 personnes (2,3 %) étaient sans emploi .

## Éducation
L’école de « Patumahoe School » est une école publique, mixte, assurant tout le primaire (allant des années 1 à 8) avec un effectif de 282 élèves en mars 2020. L’école fut fondée en 1866.

## Lieux notables
- St Bride's Church, 32 Findlay Road Mauku, une église anglicane construite en 1861 [5].
- Wright's Watergardens, 128 Mauku Road, Patumahoe, un jardin privé basé autour de la chute d’eau de « Mauku Waterfall » et une ancienne carrière, ouvert au public[6].
- Patumahoe war memorial domain, 19 Patumahoe Road, un terrain de sports et en même temps un mémorial de la Seconde Guerre mondiale[7].